# Жанет (певица)
Жанет Владимировна Бутерус (род. 12 августа 1979 года, Шяуляй, Литва) — белорусская певица, автор песен, актриса, телеведущая. Лауреат международного конкурса песни Baltic Song Festival 2015. Артистка и вокалистка высшей категории Государственного молодёжного театра эстрады. Заслуженная артистка Республики Беларусь (2020).

## Биография
Жанет родилась в Литве, в городе Шяуляй, но провела свое детство в столице Белоруссии, в городе Минске.
В 1991 году окончила Мачулищанскую музыкальную школу по классу фортепиано.
В 1994 году поступила в Белорусский государственный университет культуры и искусств по специальности «Искусство эстрады», как артистка-вокалистка. Параллельно получила образование педагога по вокалу. Окончила университет в 1998 году с красным дипломом.
Лауреат телевизионного республиканского конкурса «Зорная ростань» (1996).
В 1998 году Жанет записывает одну из своих первых песен «Где же ты?» и начинает свой профессиональный путь на белорусской эстраде. В 1999 году такие песни «Выбирай» и «Я тебя не люблю» попадают в ротацию всех белорусских радиостанций.
В 2000 году состоялся совместный тур с группой «Парк Горького» состоящий из семи больших концертов по всем Ледовым Дворцам страны.
Начиная с 2003 года Жанет являлась многократным финалистом отборочных туров конкурса песни «Евровидение».
В октябре 2005 года Жанет презентовала дебютный альбом «С любовью из Беларуси». В альбом вошли 12 композиций, записанных в период 2000—2005 года, среди которых песня «Беларусь», написанная певицей. Эта песня стала визитной карточкой Жанет.
Во Дворце Республики в 2006 году состоялся первый сольный концерт Жанет «С любовью из Беларуси». Концерт неоднократно транслировался на телевидении и был выпущен на DVD.
В 2007 году был объявлен всебелорусский сольный тур певицы, в поддержку рождаемости в стране, продлившийся больше года и вместивший в себя 143 концерта по всем городам Белоруссии. Тур носил социальный и идеологический характер, направленный на улучшение демографической ситуации в стране. Согласно статистическим данным за последнее десятилетие, именно 2009 год был объявлен пиком рождаемости в Белоруссии.
В 2008 году съемка в музыкальном фильме телеканала ОНТ «Батлейка» в роли Алёны.
С 2014 года является ведущей президентского спортивного клуба, ведущей рождественского хоккея, а также мероприятий с участием главы государства.
В 2015 году клип на песню «You will be here» был признан лучшим клипом года Беларуси и принес Жанет национальную премию в области популярной музыки «Ліра». Так же в Австралии на международном песенном конкурсе «The Global Sound» клип на песню «You will be here» занял 11-е место. Клип так же попал на международный музыкальный канал «VEVA», благодаря чему песня стала известна в Европе.

## Личная жизнь
В 2008 году во время репетиций программы «Битва городов» телеканала ОНТ, Жанет познакомилась с Павлом Сорока, спортсменом и рекордсменом Книги рекордов Гиннесса. Свадьба состоялась 23 января 2010 года. Супруги имеют двоих детей Лауру и Диану.

## Дискография
- «С любовью из Беларуси» (2005)
- «Сила любви» (2006)
- «Новая я» (2012)
- «Многоточие» (2016)

## Видеоклипы
- «Если только» (режиссёр Александр Шульга, 1999),
- «Не случилось» (режиссёр Александр Шульга, 2003),
- «Я тебя не люблю» (режиссёр Александр Шульга, 2006),
- «Я не хотела» (режиссёр А.Бутэр, 2008),
- «You Will Be Here» (режиссёр Анна Герт, 2014),
- «Гукi кахання» (режиссёр Анна Герт, 2016)

## Награды и звания
- Медаль Франциска Скорины (3 марта 2018 года) — за многолетнюю плодотворную работу, образцовое исполнение служебных обязанностей, исключительную храбрость и мужество, проявленные в борьбе с преступностью, при спасении людей во время пожара, значительный личный вклад в газификацию страны, разработку и модернизацию образцов вооружения, военной и специальной техники, заслуги в области судебно- экспертной деятельности, социальной защиты населения, здравоохранения, энергетики, науки, образования, культуры и спорта[18].
- Заслуженная артистка Республики Беларусь (22 декабря 2020 года) — за многолетнюю плодотворную работу, высокий профессионализм, образцовое исполнение должностных обязанностей, активное участие в общественно-политической жизни страны, Большой личный вклад в оказание высококвалифицированной медицинской помощи и внедрение новых медицинских технологий, значительные достижения в дорожном строительстве, заслуги в развитии сферы образования, культуры и искусства[19].